# Reichenbach (Glan)
Der Reichenbach ist ein gut 16 km langer rechter Nebenfluss des Glans in den beiden rheinland-pfälzischen Landkreisen Kaiserslautern und Kusel.

## Geographie

### Verlauf
Der Reichenbach entspringt westlich von Kollweiler an der Südostflanke des Spannagelbergs auf einer Höhe von 376 m ü. NHN. Von hier aus fließt der Bach zunächst Richtung Südosten durch Kollweiler. Anschließend wendet sich der Bach in einem weiten Bogen nach Südwesten, dabei fließt er nördlich an der Mühlhöhe vorbei. Von hier an vorrangig nach Nordwesten gerichtet, durchfließt der Bach Reichenbach-Steegen, Oberstaufenbach, Niederstaufenbach sowie den Bosenbacher Ortsteil Friedelhausen und mündet gegenüber von Altenglan auf 196 m Höhe rechtsseitig in den Glan.
Der Reichenbach wird in seinem gesamten Verlauf von Landesstraßen (L 369, L 372, L 367) begleitet.
Auf seinem 16,1 km langen Weg erfährt der Reichenbach ein Gefälle von 180 m, was einem mittleren Sohlgefälle von 11,2 ‰ entspricht. Er entwässert ein 44,158 km² großes Einzugsgebiet.

### Zuflüsse
In seinen gesamten Verlauf nimmt der Reichenbach zahlreiche kurze Zuflüsse auf. Wichtigster Zufluss ist der 4,4 km lange Bosenbach, dessen Einzugsgebiet 9,281 km² groß ist.
Im Folgenden werden die Zuflüsse des Reichenbachs in der Reihenfolge von der Quelle zur Mündung genannt, die von der Wasserwirtschaftsverwaltung Rheinland-Pfalz geführt werden. Angegeben ist jeweils die orographische Lage der Mündung, die Länge, die Größe des Einzugsgebiets, die Höhenlage der Mündung und die Gewässerkennzahl.
| Name              | Lage   | Länge in km | EZG in km² | Mündungshöhe in m ü. NHN | GKZ        |
| ----------------- | ------ | ----------- | ---------- | ------------------------ | ---------- |
| Rockenbach        | links0 | 1,2         | 0,779      | 280                      | 254636-312 |
| Albersbach        | rechts | 1,0         | 2,041      | 279                      | 254636-314 |
| Wintergrund       | rechts | 1,4         | 1,956      | 269                      | 254636-316 |
| Kaulbach          | links0 | 1,2         | 0,981      | 269                      | 254636-320 |
| Limbach           | links0 | 1,5         | 1,301      | 257                      | 254636-400 |
| Gerschbach        | links0 | 0,8         | 1,720      | 248                      | 254636-520 |
| Lochbach          | links0 | 1,5         | 1,417      | 239                      | 254636-540 |
| Niederstaufenbach | rechts | 1,3         | 1,032      | 239                      | 254636-560 |
| Bosenbach         | rechts | 4,4         | 9,281      | 229                      | 254636-600 |
| Mahrbach          | rechts | 0,8         | 0,691      | 229                      | 254636-720 |
| Hütschbach        | links0 | 0,8         | 1,212      | 223                      | 254636-740 |
| Kalschbach        | rechts | 1,9         | 2,349      | 210                      | 254636-800 |

Anmerkungen zur Tabelle
1. ↑  Gewässerkennzahl, in Deutschland die amtliche Fließgewässerkennziffer mit zur besseren Lesbarkeit eingefügtem Trenner hinter dem Präfix, das einheitlich für den allen gemeinsamen Vorfluter Reichenbach steht.

## Umwelt
Der Reichenbach zählt zu den feinmaterialreichen, karbonatischen Mittelgebirgsbächen. Die Gewässerstruktur des Oberlaufs bis Oberstaufenbach ist überwiegend stark bis vollständig verändert. Der Unterlauf ist bis auf die Ortslagen mäßig bis deutlich verändert. Die Gewässergüte wird unterhalb von Reichenbach-Steegen mit mäßig belastet (Güteklasse II) angegeben (Stand 2005).